# Machleida banachi
Machleida banachi – gatunek bezskrzydłego chrząszcza z rodziny czarnuchowatych opisanego w 2019 r. przez Marcina Kamińskiego na podstawie okazu odłowionego w XX wieku i przechowywanego w zbiorach muzeum historii naturalnej w Pretorii w Południowej Afryce. Gatunek ten został nazwany na cześć Stefana Banacha. Wyróżnienia dokonano na podstawie budowy pokryw. Gatunek zamieszkuje obszary sawannowe na terenie Południowej Afryki.